# دوروتی لی
دوروتی لی (انگلیسی: Dorothy Lee؛ ‏ ۲۳ مهٔ ۱۹۱۱ – ۲۴ ژوئن ۱۹۹۹) بازیگر اهل ایالات متحده آمریکا بود.
از فیلم‌هایی که وی در آن نقش داشته‌است، می‌توان به سنکپ، مشکل دشوار، جواهرات مسروقه، ریو ریتا و به‌طور کامل اشاره کرد.